# Ranieri Dandolo

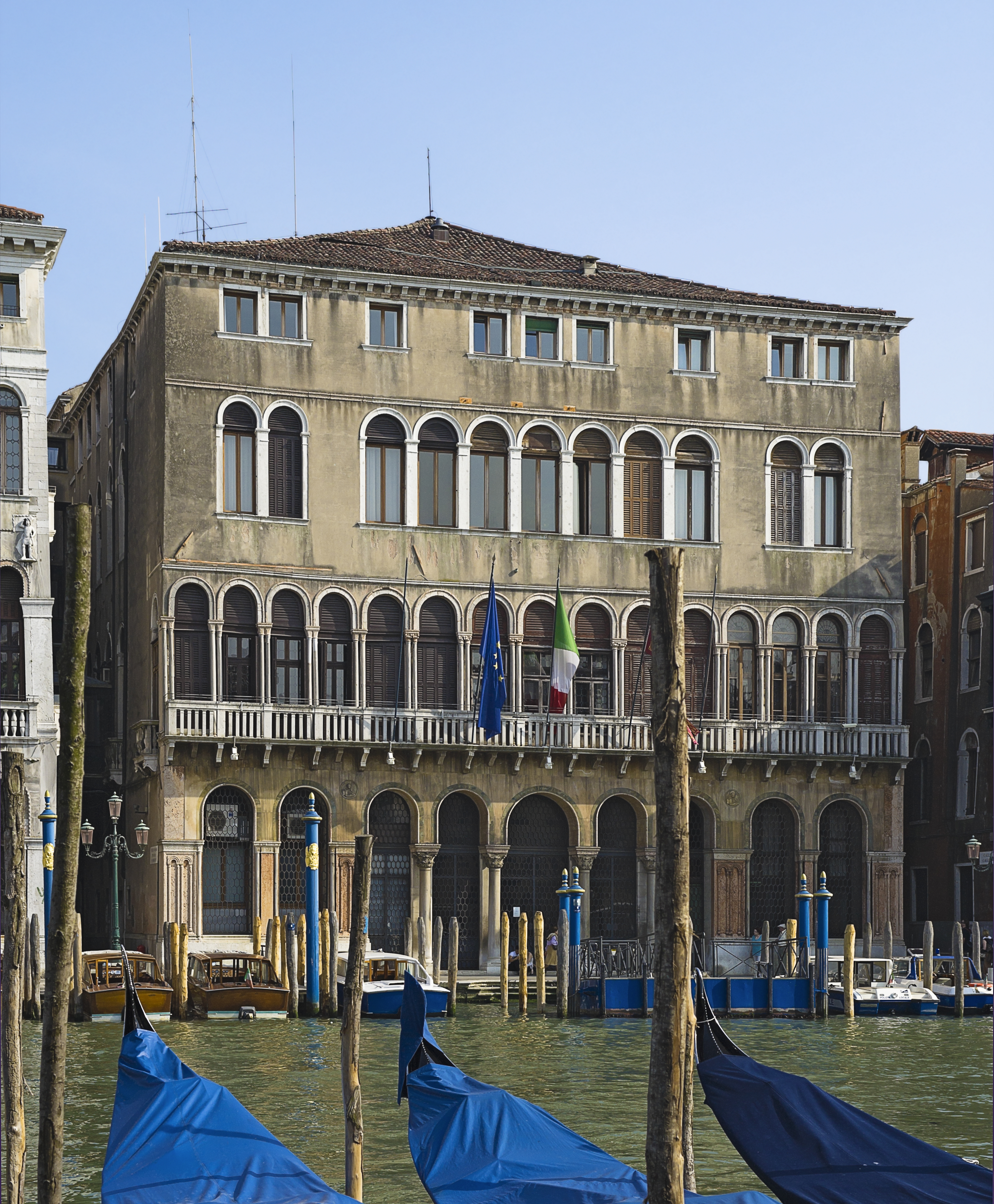
Von der Ca’ Farsetti, seit 1826 das Rathaus Venedigs, auch Palazzo Dandolo Farsetti genannt, wurde lange angenommen, sie sei die „Domus magna“ Enrico Dandolos gewesen, doch wurde mit ihrer Errichtung erst kurz nach seinem Tod begonnen. Die „kurz vor 1208/09“ entstandene Casa Renier Dandolos wurde nach einem Brand im Jahr 1524 wieder aufgebaut. 1664 erwarb sie die toskanische, gerade in den Großen Rat aufgenommene Familie Farsetti.

Ranieri Dandolo († 1209 auf Kreta), auch Raynerius Dandulo, war von 1202 bis 1205 Vizedoge, aber auch Armeeführer und Flottenkommandant der Republik Venedig. Sein Vater war der Doge Enrico Dandolo, seine Mutter dessen Ehefrau Contessa.
Während der Zeit als Vizedoge betrieb er die Einsetzung des Tommaso Morosini als Patriarch von Konstantinopel, das 1204 erobert worden war. Darüber korrespondierte er mit Papst Innozenz III. Auch trat er als Gesetzgeber auf, eine Gesetzgebung die den kulturgeschichtlichen Wandel zu einer sehr viel stärker schriftbetonten Rechtsprechung und Staatlichkeit markiert. Ranieri begann, nach seinem Rücktritt als Vizedoge, die Eroberung Kretas gegen die Genuesen. Nachdem es ihm gelungen war, die Insel weitgehend zu erobern, kam er durch einen Pfeilschuss ums Leben.
Ob Vitale Dandolo, ebenfalls ein Flottenführer, sein Bruder war, oder ob jener ein Sohn seines Vaterbruders Andrea Dandolo war, ist unklar. Ranieri Dandolo hatte eine Tochter namens Anna, welche um 1216 den serbischen König Stefan Nemanjić heiratete. Ihr Sohn Stefan Uroš der Große wiederum war von 1243 bis 1276 König von Ungarn.

## Herkunft, Familie
Nur wenig kann über die Abstammung Ranieri Dandolos als gesichert gelten. Wegen seiner Rolle im Vierten Kreuzzug gibt es keinen Dogen des Mittelalters, über den dermaßen viel geforscht wurde, wie über seinen Vater Enrico Dandolo. Dies hat jedoch zu einer Anhäufung von Irrtümern und Widersprüchen geführt, selbst in Standardwerken, in denen Enrico zwei Ehen und vier Söhne zugeschrieben wurden, dazu eine Tochter. So schrieb Antonio Carile im 1986 erschienenen 3. Band des Lexikons des Mittelalters, Enrico Dandolo sei in erster Ehe mit „Felicita“, einer Tochter des Prokuratoren von San Marco Pietro Bembo verheiratet gewesen, in zweiter mit Contessa, die möglicherweise zur Familie der Minotto gehörte. Aus diesen Ehen seien vier Söhne hervorgegangen, nämlich Marino, Ranieri, Vitale und Fantino. Demnach hatte Ranieri drei Brüder. Alvise Loredan war fünf Jahre vor Carile in seinem Werk I Dandolo gleichfalls von diesen vier Söhnen und den besagten zwei Ehen ausgegangen.
Eine Reihe von Annahmen über diese Verwandtschaftsverhältnisse, wie etwa die, Enrico Dandolo habe zwei Mal geheiratet, gilt jedoch schon länger als dubios. So ließ Antonino Lombardo 1982 Zweifel an einer ersten Ehe mit besagter „Felicita“ anklingen. Als gesichert kann nur gelten, wie schon Andrea Da Mosto schrieb, dass Enrico Dandolo spätestens 1183 mit Contessa verheiratet war, wie ein Dokument aus dem Konvent San Zaccaria belege. „Felicita Bembo“ – darauf dürfte der Irrtum nach Thomas Madden zurückgehen – erscheint in einer Genealogie von 1743.
Doch nicht nur mit Blick auf die Ehe(n) Dandolos bestand lange Unsicherheit, sondern auch auf die Söhne. Die Ansicht, die zuerst Karl Hopf vertreten hat, Marino sei als Sohn Enricos zu betrachten, geht, wie Raymond-Joseph Loenertz 1959 konstatierte, auf eine Verwechslung mit einem Träger des gleichen Namens zurück. Vitale, der die venezianische Flotte vor Konstantinopel kommandierte, war „womöglich ein Sohn seines Bruders Andrea“, also kein Bruder Ranieris, sondern sein Cousin, wie Karl-Hartmann Necker 1999 annahm. Sicher als Enrico Dandolos Sohn gilt demnach nur Ranieri, vielleicht noch Fantino. Fantino soll lateinischer Patriarch im von den Kreuzfahrern 1204 neu geschaffenen Lateinischen Kaiserreich geworden sein, was allerdings schon Heinrich Kretschmayr vor mehr als einem Jahrhundert bestritten hat. Thomas Madden bestreitet gleichfalls die Existenz eines Patriarchen namens Fantino, wie überhaupt eines Fantino Dandolo im Venedig dieser Zeit, dieser tauche erst bei Marino Sanudo auf.
Es bleiben also neben Ranieri als gesichertem Sohn Enricos, lediglich Vitale als Sohn oder Neffe, und nur eine gesicherte Ehe, nämlich die mit Contessa. Damit ist sie auch die Mutter Ranieris. Doch diese Erkenntnisse setzen sich nur langsam durch. Noch 2006 führte Marcello Brusegan die besagten beiden Ehen und die vier Söhne auf, darüber hinaus eine Tochter, deren Namen er nicht nennt, die aber Bonifaz von Montferrat geheiratet haben soll, einen der Führer des Vierten Kreuzzuges. Diesen Irrtum, das also eine Schwester oder Halbschwester Ranieris Bonifaz geehelicht haben soll, und der auf Marin Sanudo zurückgeht, hatte Heinrich Kretschmayr bereits 1905 mit den Worten abgetan, dass die Ansicht, es habe „eine Tochter […], deren Gemahl Bonifacio von Montferrat gewesen sei“ gegeben „gewiß auch nicht richtig“ sei.
In jedem Falle war Ranieri ein Angehöriger der zwölf angesehensten, einflussreichsten und ältesten Familien Venedigs, der sogenannten „apostolischen“ Familien. Zu diesen vielköpfigen, durch bloße Verwandtschaft definierten Großgruppen zählten neben den Dandolo die Badoer, Barozzi, Contarini, Falier, Gradenigo, Memmo, Michiel, Morosini, Polani, Sanudo und Tiepolo. Vor allem mit den Tiepolo standen die Dandolo in Konkurrenz um die Führung. Die Dandolo erschienen der Legende nach bereits um 727 bei der Wahl des (vielleicht ersten) Dogen Orso, auf dessen Familie sich mehrere der ältesten Familien Venedigs zurückführten. Sie stellten insgesamt vier Dogen, nämlich Giovanni Dandolo, dann Francesco und Enrico Dandolo sowie Andrea Dandolo. Zwei Frauen der Familie waren mit Dogen verheiratet, Giovanna Dandolo mit Pasquale Malipiero und Zilia Dandolo mit Lorenzo Priuli.

## Selbstständigkeit, Vermögen
Ranieri erscheint erstmals im Februar 1198 als Zeuge in einer Urkunde seiner Tante Primera, wie Madden meint. Zu dieser Zeit war er demnach bereits ein „wealthy man in his own right“. Er erwarb umfangreichen Landbesitz, „several times larger than his father's land in San Luca“. Wenig später begann er mit dem Bau eines Stadtpalastes am Canal Grande.

## Vizedoge

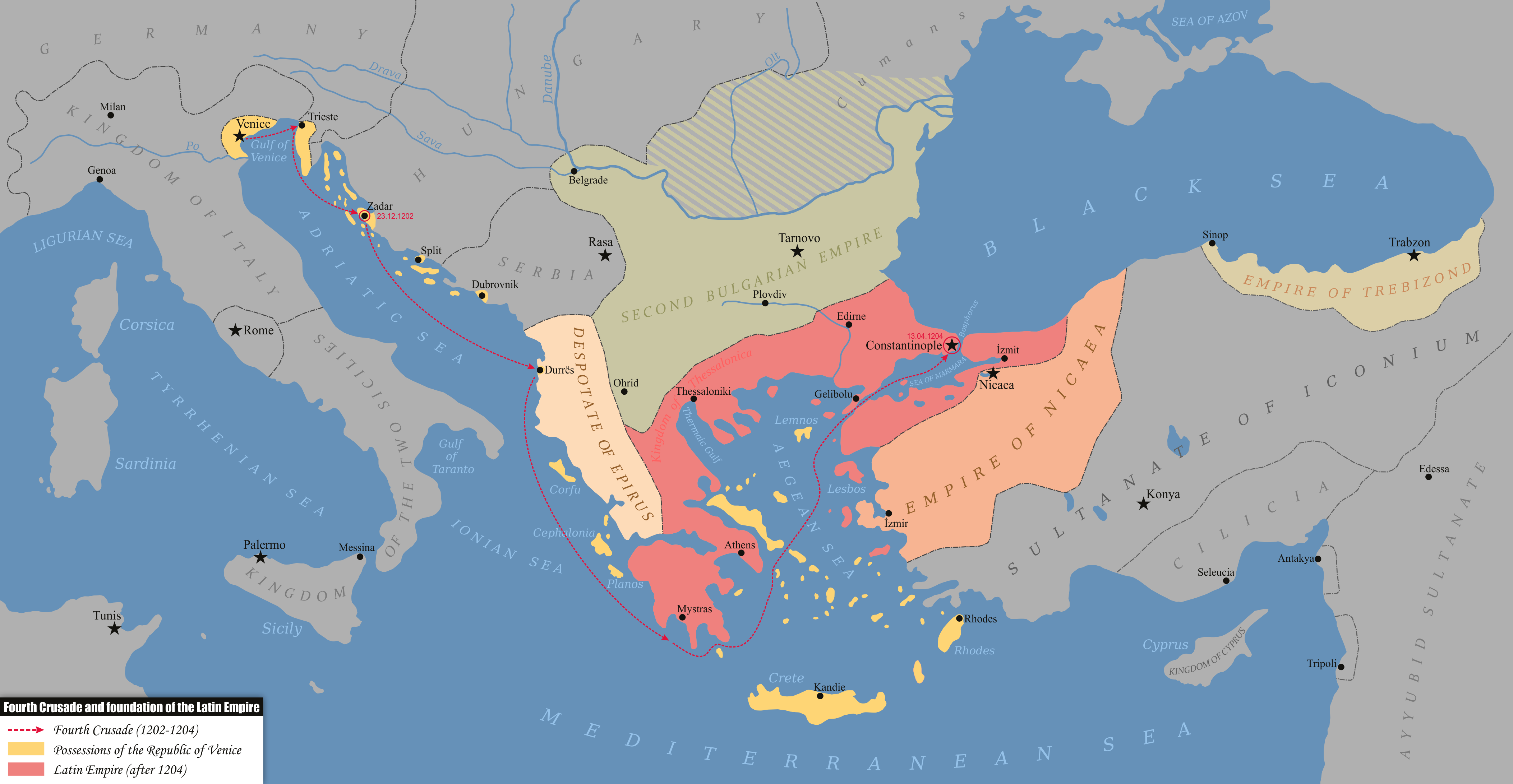
Der Verlauf des Vierten Kreuzzuges und die Errichtung des Lateinischen Kaiserreichs sowie des Venezianischen Kolonialreiches

Ranieri Dandolo amtierte während der Regierungszeit seines Vaters Enrico als Prokurator von San Marco. Nachdem sich sein Vater mit der venezianischen Flotte 1202 den Teilnehmern am Vierten Kreuzzug als einer ihrer Führer angeschlossen hatte, übernahm Ranieri die Regierung von Venedig als Vizedoge. 
In seiner Amtszeit vervollständigte er die erste bekannte Kodifizierung des venezianischen Zivilrechts (Usus Venetorum). Mit einer bloßen „skeleton force“, so Madden (S. 155), versuchte er die Verhältnisse in der Adria zu kontrollieren, während die Hauptflotte auf dem Kreuzzug war.
Im Juni 1205 starb sein Vater in Konstantinopel. Die Nachricht erreichte Venedig erst im Juli. Unmittelbar nach dem Tod seines Vaters wählten die Venezianer in Konstantinopel Marino Zeno zum Podestà mit umfassenden Rechten. Ranieri Dandolo, der über diesen Vorgang nur informiert wurde, wenn auch die Wähler ihre Loyalität und dem Vizedogen das Recht einräumten, der Wahl zu widersprechen, konnte den Akt der Wahl nur hinnehmen. 
Venedig sah sich nach 1205 gezwungen, viele der Gebiete, die die Kreuzfahrer bereits erobert hatten, von den Separatisten zurückzufordern. Ranieri Dandolo, der Vizedoge, schickte noch vor der anstehenden Dogenwahl Boten nach Konstantinopel, um die dortigen Venezianer dazu zu bewegen, ihren Anteil am neuen Kaiserreich an Venedig zurückzugeben. Er verzichtete auf eine eigene Kandidatur. Die Wahl Pietro Zianis zum Dogen signalisierte, dass Venedig nun eine starke, wieder auf die Mutterstadt Venedig ausgerichtete Führung brauchte. Am 29. September erkannte der Podestà von Konstantinopel die Autorität des Dogen auch formal an.
Noch kurz vor dieser Wahl ließ Ranieri Dandolo 17 neu gewählte Kanoniker für die Hagia Sophia in seiner Gegenwart vereidigen. Sie mussten schwören, niemals die Wahl eines Klerikers zuzulassen, der nicht mindestens 10 Jahre in Venedig gelebt hatte. Nach dem dortigen Recht galt ein Mann, der mindestens 10 Jahre in der Stadt gelebt hatte, als „Venezianer“. Patriarch Tommaso Morosini musste den gleichen Eid schwören, wenn auch Papst Innozenz III. diesen Eid am 21. Juni 1206 für null und nichtig erklärte. Tatsächlich wurden einige Nichtvenezianer später Kanoniker an der Hagia Sophia, doch stürmten bewaffnete Venezianer die Kirche 1211. Sie bedrohten jeden, der es wagen würde, einen Nichtvenezianer zum Patriarchen zu wählen.
In das letzte Quartal seiner Herrschaft in Venedig fällt die erste Nennung der Dogenkanzlei, der curia maior, genauer am 14. Mai 1205. Schon in der zweiten Hälfte des 12. Jahrhunderts hatte sich die curia ducis entwickelt, die eine Reihe von Aufgaben im Bereich von Politik, Recht und Verwaltung übernahm, während diese dem Dogen sukzessive entzogen wurden. Dabei entstanden verschiedene Höfe mit ihren jeweiligen, unscharf abgegrenzten Aufgabenbereichen, die von den großen Gremien und Versammlungen mit entsprechenden Aufgaben betraut wurden. Den Schriftverkehr erledigte bis dahin eine Gruppe von Klerikern und Notaren, die aber auch noch für andere tätig waren. Ab dieser Zeit waren die Notare ausschließlich Laien, die nur noch für den Dogen, bzw. die Kommune tätig waren. Der erste überlieferte Name ist der eines Viviano, der zwischen 1204 und 1223 tätig war, und der vor allem für kirchliche Einrichtungen Aufträge erfüllte.

## Flottenführer, Kampf um Kreta, Tod
Ranieri Dandolo wurde im Spätsommer 1207 ausgeschickt, um für die Kommune Inseln zu erobern, die bereits von Venezianern beherrscht wurden. Kurz zuvor noch hatte sich Ranieri von seinem Verwandten Marino Dandolo 70 libra geliehen. Seine aus 31 Galeeren bestehende Flotte eroberte nach Andrea Dandolo die Insel Korfu, wo sich der genuesische Kaperer Leo Vetranus im Norden einen Stützpunkt verschafft hatte. Schließlich wurde Ranieri bestimmt, die Insel Kreta (von Genuesen) zurückzuerobern, was ihm laut Andrea Dandolo auch gelang. Über diesen Kriegszug sind wir vergleichsweise gut informiert, denn Martino da Canale liefert in seiner zwischen 1267 und 1275 entstandenen Geschichtserzählung Les Estoires de Venise eine ausführliche Beschreibung. Auf der Fahrt nach Kreta eroberten Rogerio Premarino und Ranieri Dandolo die Städte Modon, wo Vetranus hingerichtet wurde, und Coron, sowie die Inseln Cerigo und Cerigotto. Damit wurden Gebiete in das venezianische Kolonialreich aufgenommen, die in der Reichsteilung von 1204 nicht vorgesehen waren. Um Kreta kam es zu Kämpfen mit dem genuesischen Admiral Enrico Pescatore (‚Heinrich der Fischer‘). Er fiel in Gefangenschaft, in der er an seiner Wunde verstarb.
Die Besitzrechte auf Kreta hatte Enrico Dandolo 1204 einem der Kreuzzugsführer, Bonifatius von Montferrat, für die „Serenissima“ abgekauft. Allerdings war es Venedig über Jahre nicht gelungen, eine tatsächliche Herrschaft auf der Insel zu errichten. Bonifatius hatte Kreta wiederum vom byzantinischen Kaiser Alexios IV. als Lehen erhalten, was prinzipiell einen Weiterverkauf ausschloss. Enrico Dandolo hatte am 17. August 1204 die Besitzrechte dennoch für 1.000 Mark Silber erworben. Nach Andrea Dandolo starb Ranieri, Enricos Sohn, nachdem er die Herrschaft über die Insel gewonnen hatte. Dies geschah während eines Feldzugs gegen „Rebellen“ im Jahr 1209 durch einen Pfeil, eine „sagitta“, wie der Chronist ausdrücklich schreibt, während sich an dieser Stelle Martino da Canale in Schweigen hüllt. Ranieri Dandolo wurde in der „ecclesia sancti Georgii“ in Candia beigesetzt, der Hauptstadt der zukünftigen Kolonie. Erst mit der Verpflanzung mehrerer Tausend Siedler nach Kreta ab 1211 konnte die Dominanz der Mutterstadt endgültig zur Geltung gebracht werden.

## Rezeption
Die Deutung, die die venezianische Geschichtsschreibung dem Leben des Vizedogen gab, war zum einen auf den Zusammenhang mit dem Vierten Kreuzzug ausgerichtet, aber auch auf die Eroberung Kretas, das fast ein halbes Jahrtausend lang die wichtigste Kolonie Venedigs darstellte. Das Augenmerk der am häufigsten zitierten Chronik Venedigs, der des Dogen Andrea Dandolo, repräsentiert dabei in vollendeter Form die Auffassungen der zu seiner Zeit, im 14. Jahrhundert, bereits fest etablierten politischen Führungsgremien, die vor allem seit diesem Dogen die Geschichtsschreibung steuerten. Sein Werk wurde von späteren Chronisten und Historikern immer wieder als Vorlage benutzt. Daher wurde es überaus dominierend für die Vorstellungen von der venezianischen Geschichte vor seiner Zeit. Dies galt umso mehr, als er selbst ein Angehöriger der Dandolo war. Dabei stand im Zusammenhang mit Ranieri bei Andrea Dandolo die Verfassungsentwicklung im Mittelpunkt, denn Ranieri Dandolo war der letzte Vizedoge, der üblicherweise vom regierenden Dogen eingesetzt wurde. Mit derlei Akten, so die Befürchtung, konnte es zu einer Dynastiebildung kommen, die Venedig schon mehrfach in verheerende, bürgerkriegsartige Verhältnisse gestürzt und mehrere Dogen das Leben gekostet hatte. Der stillschweigende Verzicht Ranieris nach dem Tod seines Vaters, und die Wahl Pietro Zianis zum Nachfolger des großen Dandolo, standen dabei im Mittelpunkt. Die Strategien des Interessensausgleichs zwischen den zu dieser Zeit vorherrschenden Familien, vor allem aber der Stand der Verfassungsentwicklung, führte zu einer zunehmenden Einbindung des Dogen, dem die Möglichkeit einer erblichen Monarchie schon über ein Jahrhundert vor Enrico Dandolo versperrt war. Die Etappen der politischen Entwicklungen, die schließlich zur Entmachtung des Dogen, dem man zunehmend Repräsentationsaufgaben zuwies, aber keine eigenständigen Entscheidungen mehr zugestand, war ein weiteres Darstellungsziel, das angesichts der Machtfülle Enrico Dandolos ein schwieriges Unterfangen war. Zugleich blieb einerseits der Ausgleich zwischen den ehrgeizigen und dominierenden Familien eines der wichtigsten Ziele, die Herleitung der herausgehobenen Position der ‚nobili‘ im Staat war andererseits von großer, partiell dem obigen Ziel widersprechender Bedeutung. Über lange Zeit zog es die streng beaufsichtigte Geschichtsschreibung Venedigs vor, den Vizedogen überhaupt nicht zu erwähnen.

### Ab dem Spätmittelalter
Martino da Canale schreibt in seinen zwischen 1267 und 1275 verfassten Estoires de Venise, Enrico Dandolo habe einen seiner Söhne, nämlich „Renier Dandle“, an seiner statt in Venedig gelassen. Dieser habe, ohne dass der Autor weitere Einzelheiten nennt, die „Venisiens en Venise“, also explizit die ‚Venezianer in Venedig‘, klug oder weise regiert.
Während Andrea Dandolo noch im 14. Jahrhundert den Vizedogen mehrfach erwähnt, schweigen die meisten der nachfolgenden Chroniken über ihn. Weder die Historia ducum Venetorum erwähnt ihn, noch die Cronica di Venexia detta di Enrico Dandolo aus dem späten 14. Jahrhundert, die älteste volkssprachliche Chronik Venedigs. So schildert der Verfasser unter starker Betonung der Führung durch Enrico Dandolo zwar die Eroberung Konstantinopels, und auch die Besetzung von Korfu, Modon und Koron sowie von Kreta durch die besagten 31 Galeeren führt der Verfasser auf, aber den Namen des Flottenführers, eben des Ranieri Dandolo, verschweigt er. Nur ein Werk der venezianischen Geschichtsschreibung, der Morosini-Codex, dessen Veröffentlichung 1418 vom Rat der Zehn untersagt wurde, erwähnt den Vizedogen zu dieser Zeit. Darin wird beschrieben, wie „Renier Dandolo“ mit „VIc homeni lombardi a chavalo“, also mit 600 berittenen Lombarden, Kreta eroberte, und wie er den Genuesen eine Seeschlacht lieferte, in der sieben Galeeren zerstört und drei erbeutet wurden.
Pietro Marcello hingegen erwähnt 1502 in seinem später ins Volgare unter dem Titel Vite de'prencipi di Vinegia übersetzten Werk, nur lakonisch, Bonifaz „diede l'isola di Candia à i Venetiani“. Ranieri Dandolo, Sohn des „Arrigo Dandolo“, bleibt bei ihm gleichfalls ungenannt.
Nach der Chronik des Gian Giacomo Caroldo wiederum, den Historie venete dal principio della città fino all’anno 1382, hatte Enrico Dandolo schon ein Jahr vor Aufbruch der Kreuzzugsflotte beschlossen, dass „in sua absentia, Messer Raynier Dandolo suo figliuolo, ch’era prudente et humanissimo, rimaner dovesse al governo del Ducato Veneto.“ Ranieri, sein Sohn, sollte also während seiner Abwesenheit im Dukat Venedig bleiben, um dort zu regieren.
Der Frankfurter Jurist Heinrich Kellner meint in seiner 1574 erschienenen Chronica das ist Warhaffte eigentliche vnd kurtze Beschreibung, aller Hertzogen zu Venedig Leben, „Bonifacius aber Marggraff von Montferrat“ nahm „von Venedigern ein grosse summa Gelts/ubergab inen dargegen die Insel Candiam“. Wie Marcello, von dem er inhaltlich weitgehend abhing, nennt auch Kellner den Vizedogen nicht. Das Verdienst Kellners, der in Italien studierte, besteht darin, die venezianische Geschichtsschreibung im deutschen Sprachraum bekannt gemacht zu haben.
Alessandro Maria Vianoli weiß in seiner Übersetzung der Historia Veneta, die 1686 in Nürnberg unter dem Titel Der Venetianischen Hertzogen Leben / Regierung, und Absterben / Von dem Ersten Paulutio Anafesto an / biss auf den itzt-regierenden Marcum Antonium Justiniani erschien, nur, „Bonifacius“, „damit er den jenigen / so ihm in solcher Eroberung [von Thessalien] beygestanden/ wie auch nicht weniger seinem eigenen Kriegs-Heer Glauben halten möchte / nahm [er] von den Venetianern hunderttausend Marck feinen Silbers / und verkaufte ihnen dargegen die gantze Insul Candiam“.
Erst Johann Friedrich LeBret, der 1769 bis 1777 seine vierbändige Staatsgeschichte der Republik Venedig publizierte, schien es wieder erwähnenswert, dass in Enrico Dandolos „Abwesenheit sein Sohn Renier Dandulus am Ruder des Regimentes sitzen sollte“ (S. 407). In der Kretafrage weist er ihm eine zentrale Rolle zu. Bei der Frage nämlich, ob man, trotz der zu erwartenden hohen Kosten, die Insel Kreta besetzen, oder ob man „eine Einöde aus derselben“ machen sollte, seien, so der Autor, die meisten „Senatoren“ „der letzteren Meynung“ gewesen. Dagegen bot Ranieri Dandolo an, „die Wiedereroberung auf seine Kosten vorzunehmen“ (S. 466). Tatsächlich eroberte er die Hauptstadt, legte Burgen und Festungswerke an, dazu „Schlösser und Plätze“, was, wie LeBret betont, „an einem Bürger nicht genug gelobt werden kann“. Als er „den Samen der Empörung entdeckete“, der von „den heimlichen Anhängern des Grafen Heinrich“ ausging – gemeint ist Enrico Pescatore –, entdeckte und ihm entgegentrat, wurde er „von einem der Misvergnügten durch einen Pfeil tödtlich verwundet“ (S. 466). Dandolos Armee siegte letztlich, und der Autor ergänzt: „Die Signorie und der große Rath waren über den Tod des Dandulus so gerührt, daß sie seine männlichen Nachkommen von allen Staatslasten lossprachen, welche Freyheiten sie noch zu den Zeiten der Calergi im vierzehnten Jahrhunderte genossen.“

### Nachwirken der venezianischen historiographischen Tradition, moderne Geschichtsschreibung
Weniger erzieherisch-moralisierend als LeBret deutete Samuele Romanin die Quellen; zudem zog er eine Reihe von nicht edierten Handschriften aus den venezianischen Archiven und Bibliotheken heran. Zugleich nutzte er byzantinische Chroniken ebenso, wie die für den Vierten Kreuzzug wesentlichen Quellen aus dem lateinischen Europa. In jedem Falle bemühte er sich noch mehr, die Hinweise auf das Leben des Vizedogen in den weiteren historischen Zusammenhang einzuordnen, wie er im 1854 erschienenen zweiten der zehn Bände seiner Storia documentata di Venezia zeigte. So stellt er dar, wie Gottfried von Villehardouin, einer der wichtigsten Augenzeugen des Kreuzzuges, sich die Versammlung im Markusdom vorstellte. Darin macht Enrico Dandolo zur Bedingung für seine Kreuznahme, dass die Venezianer die Stellvertretung durch seinen Sohn akzeptieren: „Se volete acconsentire ch'io prenda l'insegna della croce per custodirvi e dirigervi, e che mio figlio faccia le mie veci e custodisca la terra, andrò a vivere e morire con voi e coi pellegrini.“ Ranieri wurde demnach als „vicedoge“ akzeptiert (S. 155). Anlässlich der Wahl des Patriarchen von Konstantinopel, von Tommaso Morosini also, die im Jahr 1204 stattfand, schrieb Papst Innozenz III. an Ranieri Dandolo. In diesem Brief akzeptiert er zwar die Person, jedoch nicht die Art und Weise der Wahl: „electionem tamen examinavimus iuxta morem et eam invenimus contra formam canonicam attemptatam“, wie Romanin in einer Fußnote zitiert (S. 181, Anm. 3). Die Wahl habe also nicht in kanonischer Form stattgefunden.
Rechtsgeschichtlich versierter argumentiert Heinrich Kretschmayr 1905 im ersten Band seiner dreibändigen Geschichte von Venedig. Zum Aufbruch der Flotte am 8. Oktober 1202 konstatiert er: „Und noch einmal sah man dort eine Familie an weithin erster Stelle stehen; ein Dandolo war ein Doge, sein Sohn Renier führte die stellvertretende Regierung, noch ein Dandolo, Vitale, kommandierte die von Venedig besonders gestellten Galeeren“ (S. 288). Die Wahl des Patriarchen von Konstantinopel ordnet Kretschmayr so ein: „Bald darauf mag Tommaso Morosini mit einem Empfehlungsbriefe des Vizedogen Renier Dandolo und der Bitte um Bestätigung in Rom erschienen sein. Innozenz […] willfahrte dem Verlangen am 21. Januar 1205, wenn auch in der Form einer Kassation der in Konstantinopel erfolgten Wahl und einer Bestätigung derselben aus eigenem Antrieb. Der gewaltige Papst, der mächtigste Mann der Welt, wich vor dem Dogen von Venedig zurück“ (S. 316). Nach Kretschmayr hat Enrico Dandolo um 1195 „sein Statut für Rialto und nähere Umgebung erlassen, sein Sohn Renier Dandolo dieses im September 1204 in veränderter und erweiterter Fassung neu gegeben – das erste bürgerliche Gesetzbuch von Venedig“, wie der Verfasser durch Sperrung betont (S. 342). Daran anschließend geht der Autor ausführlich auf den Inhalt und die Bestimmungen des Werkes ein. Die Erweiterung durch Renier Dandolo spreche zunächst als Grundsatz aus, dass ausschließlich vor den berufenen Gerichtshöfen Recht gesucht werden dürfe. Sich selbst Recht zu verschaffen, sei, mit klar definierten Ausnahmen gegenüber Nichtvenezianern, grundsätzlich verboten worden. Den Vorsitz im Gericht habe der Doge geführt, in seinem Namen allerdings in Dalmatien die dortigen Bischöfe und Comites, in Chioggia der Gastalde usw. Ein recht strikt geordnetes Verfahren wurde eingerichtet, wobei nunmehr der Schriftbeweis stark vor Zeugenschaft und Eid dominiert habe. „Eideshelfer begegnen sehr selten, richterliche Gottesurteile kommen nicht vor. Das Urteil wird mit Majorität unter Dirimierungsrecht des Dogen gefällt“ (S. 344 f.). In einer Anmerkung sieht Kretschmayr in der Stellvertretung durch einen Sohn, wie im Falle des von 1122 bis 1125 abwesenden Domenico Michiel, nichts ungewöhnliches, auch wenn andere Autoren behaupteten, die Vertretung durch „Renier Dandolo“ sei „wider alles Herkommen“ gewesen (S. 492). Hier verweist der Autor somit auf eine Kontinuitätslinie, die zwar langfristig ohne Wirkung blieb, die jedoch das Potenzial besaß, das althergebrachte Streben nach einer erblichen Herrschaft, mithin der Einrichtung einer Dogendynastie abermals zu beleben.